# Sweettalk My Heart
«Sweettalk My Heart» es una canción de la cantautora sueca Tove Lo que fue lanzada como quinto sencillo de su cuarto trabajo de estudio, Sunshine Kitty, el 18 de septiembre de 2019, dos días antes de que saliera al mercado el disco.
Producida por The Struts y Jack & Coke, la canción es de corte electro pop, definida por Mike Wass, redactor de Idolator como la "enésima puesta en escena de Tove Lo en la que vuelve a dar su corazón y alma en cada estrofa y coro". La propia artista sueca declaró que la canción es "extrañamente mi canción de un amor feliz. En cierto modo, le pido a la persona que amo que me mienta; prometemos cosas que ambos sabemos que no podemos saber si podemos cumplir [...] nadie conoce el futuro. Pero se trata de creer lo que ambos están sintiendo en el presente: que se amarán para siempre. Puede ser ingenuo, pero creo que eso es bueno. Ser realista sobre el amor hace que sea imposible sentirlo por completo".
El miércoles 18 de septiembre, mismo día en que salía como sencillo, en el programa Late Night with Seth Meyers dio la primera interpretación en vivo del tema, saliendo el videoclip del mismo dos días más tarde.